# William James Sidis
William James Sidis, ameriški čudežni otrok, * 1. april 1898, New York, New York, ZDA, † 17. julij 1944, Boston, Massachusetts, ZDA.
Imel je izjemne matematične in lingvistične sposobnosti. Njegov IQ je znašal nekje 250, na podlagi tega je pogosto omenjan kot najinteligentnejši človek, ki je kdaj živel.